# Servicio de radiocomunicaciones

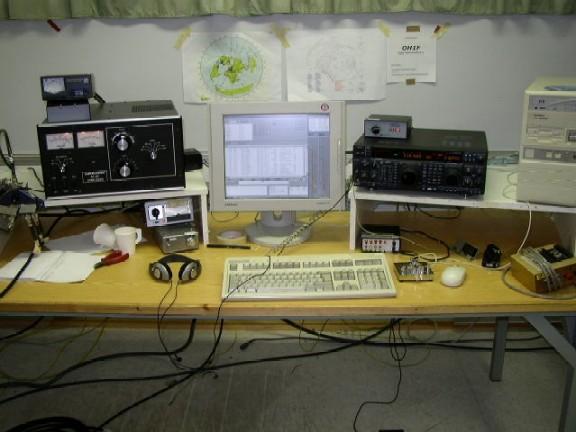
Una estación radiofónica de servicio amateur

Servicio de radiocomunicación es, según el Artículo 1.19 del reglamento de radiocomunicaciones de la Unión Internacional de Telecomunicaciones (UIT), “un servicio que implica la transmisión, emisión y/o recepción de ondas de radio para fines específicos de telecomunicación”.
La radiocomunicación está subdividida en radiocomunicación espacial y terrestre. La radiocomunicación espacial está definida en el reglamento como “cualquier radiocomunicación que implique el uso de una o más estaciones espaciales o el uso de uno o más satélites reflectores u otros objetos en el espacio”. La radiocomunicación terrestre está definida como “cualquier radiocomunicación que no sea espacial o radioastronómica”.

## Subconjuntos de servicios y ramas
Algunos servicios son un subconjunto de otro servicio. Por ejemplo, el servicio móvil terrestre puede ser considerado como una rama del servicio móvil qué abarca la tierra, ya sean marítimos o aeronáuticos. Para muchos servicios de comunicación terrestre por radio, hay un servicio de radiocomunicación espacial paralelo p. ej., el servicio de radiodifusión y el servicio de radiodifusión por satélite.
Otros subconjuntos de algunos de estos servicios definidos internacionalmente a menudo se crean a nivel nacional. Por ejemplo, dentro del servicio móvil terrestre, un país puede optar por definir servicios tales como la paginación, que suministra servicio de radio de envío bidireccional, telefonía móvil celular, concentración de enlaces de servicios de telefonía móvil, etc. Muchas de estas definiciones se basan en la naturaleza del servicio y no en el concepto internacional de un servicio de radiocomunicaciones. En otras palabras, el término "servicio" se puede utilizar en estas dos maneras diferentes. No importa que definiciones adopten en un país determinado o con algunas excepciones determinadas y autorizadas en reglamento de la UIT, el uso del espectro debe encajar con las definiciones internacionales de servicios de radio.

## Tabla de servicios de radiocomunicaciones
Sección III del Artículo 1 del reglamento de la UIT conjuntos de Controles Radiofónicos fuera de las definiciones de algunos 40 servicios radiofónicos que incluyen tales servicios como el servicio fijo, el servicio móvil, la tierra servicio móvil, el servicio de retransmitir, la frecuencia estándar y servicio de señal del tiempo así como la definición de radioastronomía qué está definido como “un servicio que implica el uso de radioastronomía”. Notar que el servicio de radioastronomía no es un servicio de radiocomunicación pero sencillamente un servicio que implica el uso de radioastronomía.
| Artículo ITU RR | Artículo ITU RR                                            | Artículo ITU RR                 | Definición |
| N.º             | Descripción                                                | Abrev.                          | Definición |
| --------------- | ---------------------------------------------------------- | ------------------------------- | --- |
| 1.19            | Servicio de radiocomunicaciones                            | Servicio de radiocomunicaciones | Ver definición encima. |
| 1.20            | Servicio fijo                                              | Fijo                            | |
| 1.20            | Servicio fijo Aeronáutico (obsoleto)                       |                                 | |
| 1.21            | Servicio de satélite fijo                                  | FSS                             | |
| 1.22            | Servicio de entre satélits                                 | ISS                             | |
| 1.23            | Servicio de operación espacial                             | SOS                             | |
| 1.24            | Servicio móvil                                             | Móvil                           | |
| 1.25            | Servicio de satélite móvil                                 | MSS                             | |
| 1.26            | Servicio móvil terrestre                                   | LMS                             | |
| 1.27            | Servicio de Aterrizar servicio de satélite móvil           | LMSS                            | |
| 1.28            | Servicio móvil marítimo                                    | MMS                             | |
| 1.29            | Servicio de satélite-móvil marítimo                        | MMSS                            | |
| 1.30            | Servicio de operaciones portuarias                         | POS                             | |
| 1.31            | Servicio de movimiento de barcos                           | SMS                             | |
| 1.32            | Servicio móvil aeronáutico                                 | AMS                             | |
| 1.33            | Servicio móvil aeronáutico (R)                             | AMS(R)                          | |
| 1.34            | Servicio móvil aeronáutico (O)                             | AMS(O)                          | |
| 1.35            | Servicio de satélite móvil aeronáutico                     | AMSS                            | |
| 1.36            | Servicio aeronáutico móvil-satélite (R)                    | AMS(R)S                         | |
| 1.37            | Servicio aeronáutico móvil-satélite (O)                    | AMS(O)S                         | |
| 1.38            | Servicio de retransmisión                                  | BS                              | Un servicio de radiocomunicación en qué las transmisiones está pretendido para recepción directa por el público general. Este servicio puede incluir transmisiones de sonido, transmisiones televisivas u otros tipos de transmisión (CS).                                                        |
| 1.39            | Servicio de retransmisión por satélite                     | BSS                             | |
| 1.40            | Servicio de radiolocalización                              | RDS                             | |
| 1.41            | Servicio de radiolocalización por satélite                 | DRSS                            | |
| 1.42            | Servicio de radionavegación                                | RNS                             | |
| 1.43            | Servicio de radionavegación por satélite                   | RNSS                            | |
| 1.44            | Servicio de radionavegación marítima                       | MRNS                            | |
| 1.45            | Servicio de radionavegación marítima por satélite          | MRNSS                           | |
| 1.46            | Servicio de radionavegación aeronáutica                    | ARNS                            | |
| 1.47            | Servicio de radionavegación aeronáutica por satélite       | ARNSS                           | |
| 1.48            | Servicio de radiolocalización                              | RLS                             | Un radiodetermination servicio para el propósito de radiolocation. |
| 1.49            | Servicio de radiolocalización por satélite                 | RLSS                            | |
| 1.50            | Servicio de ayudas meteorológicas                          |                                 | |
| 1.51            | Servicio de exploración-terrestre por satélite             | EESS                            | |
| 1.52            | Servicio de satélites meteorológicos                       |                                 | |
| 1.53            | Servicio de Tiempo y frecuencia estándares de señal        | SFTS                            | |
| 1.54            | servicio de Tiempo y frecuencia estándares señal- satélite | SFTSS                           | |
| 1.55            | Servicio de búsqueda espacial                              | SRS                             | |
| 1.56            | Servicio amateur                                           | Amateur                         | Un servicio de radiocomunicación para el propósito de self-entrenando, la intercomunicación y las investigaciones técnicas llevaron a cabo por aficionados, aquello es, por duly autorizó las personas interesaron en técnica radiofónica solo con un objetivo personal y sin interés pecuniario. |
| 1.57            | Servicio de satélite amateur                               | Amateur-satélite                | |
| 1.58            | Servicio de radioastronomía                                | RAS                             | |
| 1.59            | Servicio de seguridad                                      |                                 | |
| 1.60            | Servicio especial                                          |                                 | |